# Arúspice (revista)
Arúspice fue una revista literaria chilena de la ciudad de Concepción, fundada en 1964 por el poeta, ensayista y crítico literario Jaime Quezada en la Universidad de Concepción. Funcionó estacionalmente hasta 1968 y alcanzó a publicar ocho números, especialmente dedicados a difundir textos del grupo Arúspice, entre los que se encontraban Gonzalo Millán, Floridor Pérez y el mismo Jaime Quezada, además de otros poetas jóvenes de la generación literaria de 1960, tales como Waldo Rojas, Hernán Lavín Cerda, Omar Lara o Edgardo Jiménez.
En esta revista se publicaron además algunos textos hasta entonces inéditos del poeta Nicanor Parra, entre ellos el poema «Un hombre» y algunos de sus primeros «artefactos», así como textos de otros reconocidos escritores, tales como Gabriela Mistral, Julio Cortázar, Rubén Darío, Gonzalo Rojas, José Lezama Lima, Jorge Teillier y Alfonso Alcalde.
Al igual que Tebaida (Arica, 1968-1972) y la primera etapa de Trilce (Valdivia, 1964-1969), Arúspice fue una revista vocera de su grupo literario homónimo, descentralizadora y patrocinada por una universidad tradicional local.

## Historia editorial

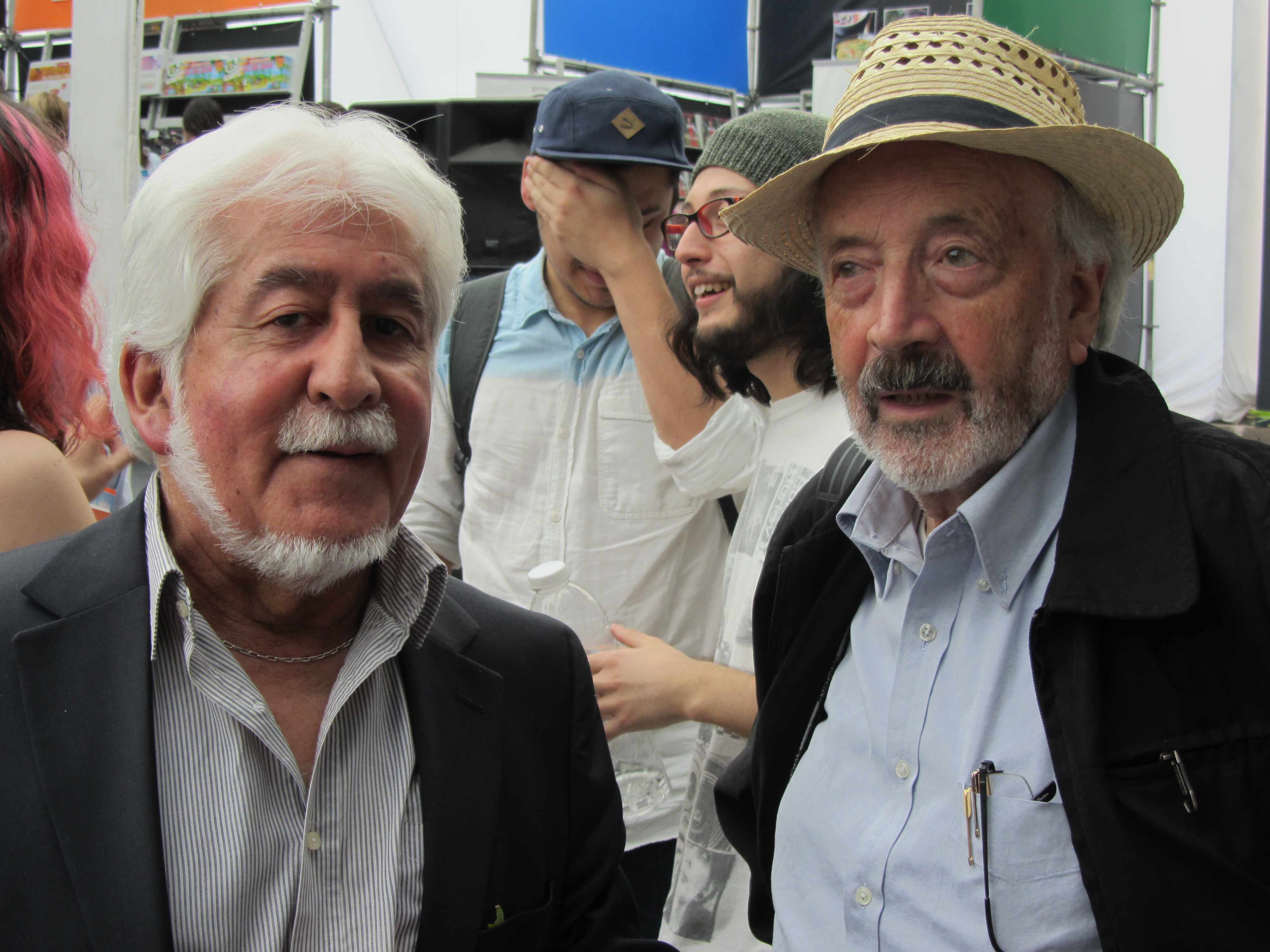
Arúspices publicó a importantes poetas que continuaron vigentes después de los años 1960. En la imagen, Jaime Quezada y Floridor Pérez en FILSA 2015.

El origen de Arúspice se remonta a la fundación de la revista De los amaneceres, en junio de 1964, bajo la dirección inicial de Jaime Quezada, Silverio Muñoz y Sonia Quintana, con el apoyo del Centro de Alumnos de la Escuela de Derecho de la Universidad de Concepción, escuela a la que pertenecía Jaime Quezada como estudiante de Derecho. Su objetivo inicial era publicar a poetas universitarios, especialmente de dicha universidad, en la que Jaime Quezada cursaba la carrera de Derecho. El primer número de la revista marcó desde un inicio un tono más social y crítico que Trilce, revista fundada en abril de ese mismo año en Valdivia por Omar Lara.
De los amaneceres duró solo dos números, para luego cambiar de nombre, en el siguiente número de otoño de 1965, por el de Arúspice, en referencia a los arúspices del imperio romano que practicaban la adivinación observando las entrañas de animales sacrificados. La dirección de este nuevo proyecto, que esta vez sería auspiciado y patrocinado por el Departamento de Asuntos Estudiantiles de la Universidad de Concepción, continuó en manos de Quezada, junto a otro de los directores originales de De los amaneceres, evitando las jerarquías y estructuración excesivas.
El número doble 3-4 del verano-otoño de 1966, marcó un importante giro en la revista. En este número se publicó por primera vez su declaración de principios como revista y grupo literario. Además, buscándose una diversificación de lectores, ya no solo universitarios, se decidió publicar trabajos de poetas mayores, como Gonzalo Rojas, Alfonso Alcalde, Jorge Teillier y Sofía Cáceres.
El último número de la revista, el número doble 7-8 del otoño-invierno de 1968, constó de 500 ejemplares numerados. Para este número, desde su casa de La Reina, el poeta Nicanor Parra le otorgó personalmente a Quezada su antipoema inédito «Un hombre», el cual sería publicado al año siguiente en su antología Obra gruesa (1969). En la misma reunión, Parra también le facilitó ocho de sus primeros «artefactos», escritos por su puño y letra. De ellos, «Los tres ladrones» sería publicado más tarde en su obra Artefactos (1972). Estos textos venían acompañados de una dedicatoria de Parra.
La revista debió cerrar por conflictos políticos en la Universidad de Concepción. La incertidumbre sobre su continuación se extendió al menos hasta marzo de 1970, fecha en que ya estaba considerado el lanzamiento de un nuevo número doble 9-10, que esta vez estaría dedicado íntegramente al poeta Pablo Neruda. Neruda, a través de su secretario Homero Arce, ya le había enviado a la revista los siguientes poemas recientes e inéditos: «La piel de abedul», «Con Quevedo en primavera», «Llama el océano», «Los perdidos del bosque» y «Muchas gracias». Estos poemas se publicarían póstumamente, tras la muerte del autor, en el libro Jardín de invierno (1974).
Durante sus cuatro años de existencia, Arúspice alcanzó a publicar ocho números. Quezada ejerció como su director hasta su cierre, en 1968.

## Contenido
Los dos números de De los amaneceres incluían textos de crítica social, enmarcados en el gobierno derechista del presidente Jorge Alessandri, acompañados por una sección de poemas de poetas jóvenes, titulada «De la poesía universitaria de América». Los primeros números incluían en su totalidad a poetas jóvenes poco conocidos. El número 2 de Arúspice, del invierno de 1965 (el cuarto número, si se consideran los dos anteriores de De los amaneceres) contó con 21 poemas de diez poetas jóvenes, cuatro de ellos miembros del grupo Arúspice, dos argentinos, y dos con poemarios recientemente publicados. Un punto de inflexión en los textos publicados se produjo en el número 3-4 del verano-otoño de 1966, con la publicación de una conferencia de Gonzalo Rojas, además de poemas de Alfonso Alcalde, Jorge Teillier y Sofía Cáceres.
El penúltimo número incluyó textos de escritores ya consagrados como Gabriela Mistral, Gonzalo Rojas, Nicanor Parra, Rubén Darío y Julio Cortázar. Finalmente, el número doble 7-8 de la revista, del otoño-invierno de 1968, comienza con el ensayo «Responsabilidad del intelectual ante los problemas del mundo subdesarrollado», del escritor cubano José Lezama Lima, leído por este en un Congreso Cultural de La Habana, en enero de ese mismo año. A este ensayo le siguen poemas de diversos poetas chilenos: Gonzalo Millán («Reversos»), Floridor Pérez («Poemario en tres actos»), Waldo Rojas («Ventana»), Jaime Quezada («Jonás redimido»), Hernán Lavín Cerda («Lo juro»), Omar Lara («Gestos») y Edgardo Jiménez («Desvaríos»), y muy especialmente Nicanor Parra, de quien se incluyen diversos textos inéditos: sus «artefactos» titulados «Esperando micro», «Endecasílabo», «Los tres ladrones», «El anciano difícil», «Aviso», «Advertencia», «Hijo» y «Vals interruptus», además de su antipoema «Un hombre». Este número acaba con dos extensos poemas de Gonzalo Rojas, titulados «A la salud de André Breton» y «El comandante», los que se incluirían más tarde en su obra Del relámpago (1981). En su portada y contraportada figuran pinturas de Pablo Picasso.

## Recepción
Esta revista gozó de buena reputación por parte de connotados escritores de la época, como el poeta Jorge Teillier.
La revista adquirió notoriedad en la prensa gracias a la excelente crítica realizada por Ignacio Valente al antipoema «Un hombre». En esta crítica, Valente copió textualmente el poema desde la revista, e instó a otros antologistas a publicarlo también. Dicho poema, publicado un año más tarde en la antología de Parra Obra gruesa (1969), actualmente es considerado por algunos críticos como Federico Schopf como uno de los poemas clave del autor, comparable con «El hombre imaginario».